# Војна диктатура
Војна диктатура је облик владавине у којем припадник или припадници војске имају апсолутну контролу. Војна хунта је облик војне диктатуре где власт дели неколико војних лидера. Облик владавине се разликује од цивилне диктатуре по њиховој мотивацији за одузимање власти, институцијама кроз које организују своју владавину и по начину на који они одлазе са власти. Често се посматрају као спасавање државе од корумпираних или кратковидих политичара или од грађанског нереда. Војна диктатура оправдава своју позицију као "неутрални" арбитара на основу њиховог чланства у оружаним снагама.

## Цивилно-војна диктатура
Концепт цивилно-војне диктатуре је скован да опише природу уругвајске диктатуре (1973-85) (шп. Dictadura cívico-militar).
Историчари Габријел Салазар и Хулио Пинто су нагласили хибридну природу чилеанске војне диктатуре (1973-90) и претходних. Касније, не-војне власти тврде да постоји наставак цивилне и војне сарадње која искључује становништво из учешћа у државни пословима и називају ово дефакто цивилно-војном диктатуром.